# Диббен, Стэнли
Стэнли Диббен (англ. Stanley Dibben; 5 мая 1924, Илфорд — 22 ноября 2020) — британский мотогонщик, чемпион мира по шоссейно-кольцевым гонкам в классе мотоциклов с колясками 1953 года в качестве пассажира.

## Спортивная карьера
Стэнли Диббен начинал карьеру в качестве инженера. В конце 1940-х — начале 1950-х он работал в BSA и Norton, а также сконструировал свой собственный мотоцикл для гонок с 350-кубовым мотором BSA. Диббен был известным в мотогоночном мире механиком и инженером и пользовался благосклоностью начальства. Например, гоночный менеджер Norton Джо Крэйг позволил ему по собственной инициативе сделать на заводских мощностях собственный Norton Manx и использовать его в личных целях.
Со временем Диббен, блестяще водивший мотоцикл, переквалифицировался из инженера в водителя-испытателя и тестировал новые Norton вместе с заводскими пилотами Рэем Эммом и Кеном Каваной. На основе серийной модели Norton Dominator он разработал гоночную модель Norton Domiracer.
В 1952 году компания испытывала новый мотоцикл с коляской Norton-Watsonian Kneeler, и Диббера попросили поработать на испытаниях пассажирам при заводском пилоте команды и уже трёхкратном чемпионе мира Эрике Оливере. Диббен сдружился с Оливером и принял предложение поработать его пассажиром на Чемпионате мира 1953 года.
В 1953 году Диббен и Оливер доминировали и выиграли 4 из 5 гонок серии. Стэнли Диббен стал единственным гонщиком, ставшим чемпионом мира с первой попытки (не считая Оливера и Дженкинсона, выигравших первый в истории чемпионат в 1949 году).
До 1957 года Диббер активно выступал в гонках. В Чемпионате мира по мотогонкам с колясками он выступал в качестве пассажира с Сайрилом Смитом, чемпионом мира 1952 года, но составить конкуренцию мощным немецким BMW британские команды уже не могли. Смит и Диббен не раз поднимались на подиум, но гонок не выигрывали (впрочем, в 1954-м взяли бронзу Чемпионата).
После окончания карьеры пассажира Диббен продолжал работать пилотом-испытателем сперва в компании Perry, производящей мотоциклетные цепи, затем в шинной компании Dunlop. В 1960 году они с Оливером хотели тряхнуть стариной и выступить на Isle of Man TT, но во время тренировки Оливер повредил спину и старт не состоялся.
После трагической гибели Сайрила Смита (он покончил с собой в 1962 году) Стэнли Диббен женился на его дочери Кэтлин.
В 1964 году Диббен работал личным помощником Эндрю Мастарда, руководителя знаменитого проекта Дональда Кэмпбелла Bluebird. Позже он работал в различных технологических компаниях — вплоть до выхода на пенсию в 1990 году.

## Результаты выступлений в Чемпионате мира по шоссейно-кольцевым гонкам на мотоциклах с колясками
| Легенда к таблице |                                                 |
| --- | ----------------------------------------------- |
| В таблице перечислены результаты всех этапов чемпионата мира, в которых принимал участие гонщик либо пассажир. Строками таблицы являются сезоны, столбцами все гонки этапов чемпионата мира, напарник и мотоцикл. В клетках указаны сокращённое название этапа и результат, клетка дополнительно обозначена цветом. Расшифровка обозначений и цветов представлена в нижеследующей таблице. |                                                 |
| \| Пример \| Описание \| \| ------------ \| ----------------------------------------------- \| \| 1 \| Победитель \| \| 2 \| Второе место \| \| 3 \| Третье место \| \| \| Финишировал в очковой зоне \| \| \| Финишировал вне очковой зоны \| \| НКЛ \| Не классифицирован \| \| Сход \| Не финишировал \| \| НКВ \| Не прошёл квалификацию \| \| НПКВ \| Не прошёл предварительную квалификацию \| \| ДСК \| Дисквалифицирован \| \| ИСК \| Исключён из протокола соревнований \| \| НС \| Не стартовал в гонке \| \| Т \| Травмирован или болен \| \| ОТК \| Отказ от участия \| \| НТР \| Прибыл на соревнования, но на трассу не выезжал \| \| НПР \| Не прибыл к началу соревнований \| \| НД \| Недопущен до старта \| \| О \| Гонка отменена \| \| \| Не участвовал \| \| Поул-позиция \| \| \| Быстрый круг \| \| |                                                 |
| Пример | Описание                                        |
| 1 | Победитель                                      |
| 2 | Второе место                                    |
| 3 | Третье место                                    |
| | Финишировал в очковой зоне                      |
| | Финишировал вне очковой зоны                    |
| НКЛ | Не классифицирован                              |
| Сход | Не финишировал                                  |
| НКВ | Не прошёл квалификацию                          |
| НПКВ | Не прошёл предварительную квалификацию          |
| ДСК | Дисквалифицирован                               |
| ИСК | Исключён из протокола соревнований              |
| НС | Не стартовал в гонке                            |
| Т | Травмирован или болен                           |
| ОТК | Отказ от участия                                |
| НТР | Прибыл на соревнования, но на трассу не выезжал |
| НПР | Не прибыл к началу соревнований                 |
| НД | Недопущен до старта                             |
| О | Гонка отменена                                  |
| | Не участвовал                                   |
| Поул-позиция |                                                 |
| Быстрый круг |                                                 |

| Год  | Пилот        | Мотоцикл | 1        | 2        | 3        | 4        | 5        | 6     | Место | Очки    |
| ---- | ------------ | -------- | -------- | -------- | -------- | -------- | -------- | ----- | ----- | ------- |
| 1953 | Эрик Оливер  | Norton   | GER 1    | FRA 1    | ULS Сход | SUI 1    | ITA 1    |       | 1     | 32      |
| 1954 | Сайрил Смит  | Norton   | MAN Сход | ULS 2    | BEL 3    | GER 3    | SUI 2    | NAT 2 | 3     | 22 (26) |
| 1955 | Сайрил Смит  | Norton   | ESP 2    | MAN Сход | GER      | BEL Сход | NED Сход | NAT   | 5     | 6       |
| 1956 | Сайрил Смит  | Norton   | MAN Сход | NED 3    | BEL Сход | GER 5    | ULS Сход | NAT   | 7     | 6       |
| 1957 | Сайрил Смит1 | Norton   | GER 6    | MAN      | NED Сход | BEL      | NAT      |       | -     | 1       |

1В сезоне 1957 года Сайрил Смит набрал 7 очков и занял 6-е место в общем зачёте. Но большую часть очков (6) он набрал с другим пассажиром, Эриком Блиссом, и в итоговую классификацию попал дуэт Смит/Блисс, а не Смит/Диббен.

## Результаты выступлений на гонке Isle of Man TT[6]
| Год  | Класс      | Мотоцикл | Пилот       | Позиция в классе |
| ---- | ---------- | -------- | ----------- | ---------------- |
| 1954 | Sidecar TT | Norton   | Сайрил Смит | Сход             |
| 1955 | Sidecar TT | Norton   | Сайрил Смит | Сход             |
| 1956 | Sidecar TT | Norton   | Сайрил Смит | Сход             |